# پروسپه ژولیو دو کره‌بیون
پروسپه ژولیو دو کره‌بیون (به فرانسوی: Prosper Jolyot de Crébillon) نمایش‌نامه نویس قرن هفدهم میلادی اهل فرانسه است.